# 新卡布赖斯
新卡布赖斯是巴西南大河州的一个市镇。总面积192.342平方公里，总人口3766人，人口密度19.6人/平方公里。